# Olga Łaszczyńska
Olga Łaszczyńska (ur. 9 sierpnia 1912 w Miedzance koło Krakowa, zm. 31 sierpnia 1971 w Krakowie) – polska historyk, mediewistka. 

## Życiorys
Studiowała historię na UJ pod kierunkiem Władysława Semkowicza. Podczas II wojny światowej związana z Narodową Organizacją Wojskową. Doktorat w 1945 na UJ, docent od 1955. Kustosz od 1952 w Państwowych Zbiorach Sztuki na Wawelu. Zajmowała się genealogią, edytorstwem źródeł, dziejami Wawelu. 

## Wybrane publikacje
- Najstarsze papieskie bulle protekcyjne dla biskupstw polskich. Cz. 1, Bulla gnieźnieńska z r. 1136, wyd. Olga Łaszczyńska, Poznań: Księgarnia Akademicka 1947.
- Ród Herburtów w wiekach średnich, Poznań: nakł. Poznańskiego Towarzystwa Przyjaciół Nauk, 1948.
- Rachunki budowy zamku krakowskiego 1535, wyd. Olga Łaszczyńska, Kraków: nakł. Ministerstwa Kultury i Nauki 1952.
- Rachunki generalne Seweryna Bonera 1545, wyd. Olga Łaszczyńska, Warszawa: nakł. Ministerstwa Kultury i Sztuki 1955.
- Franciszek Fuchs, Olga Łaszczyńska, Jadwiga Prus, Cegiełki wawelskie, Kraków: Ministerstwo Kultury i Sztuki 1973.
- Testament Zygmunta Augusta, oprac. Antoni Franaszek, Olga Łaszczyńska i Stanisław Edward Nahlik, Kraków: PZS 1975.